# Hermann Kremsmayer

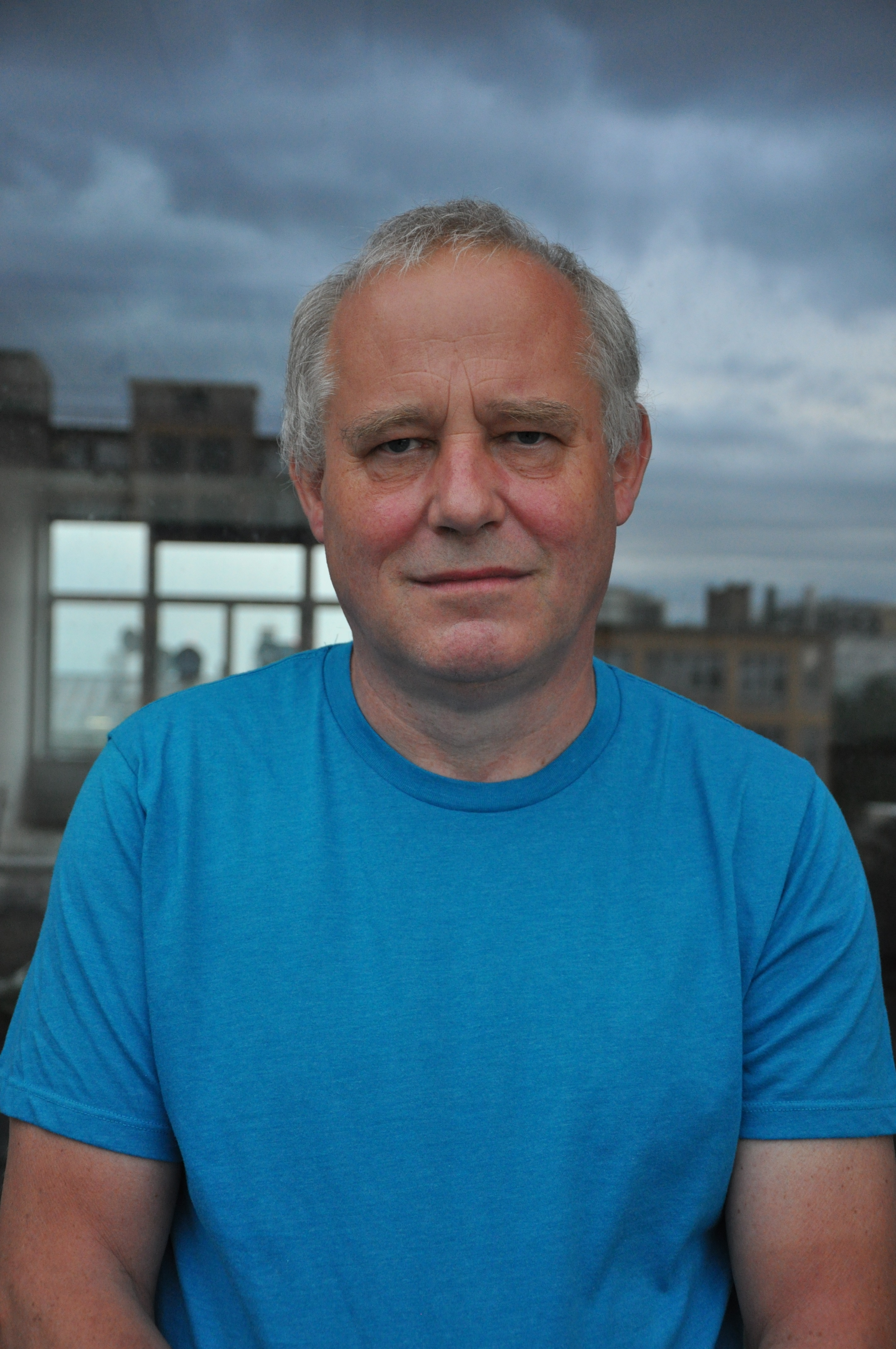
Hermann Kremsmayer

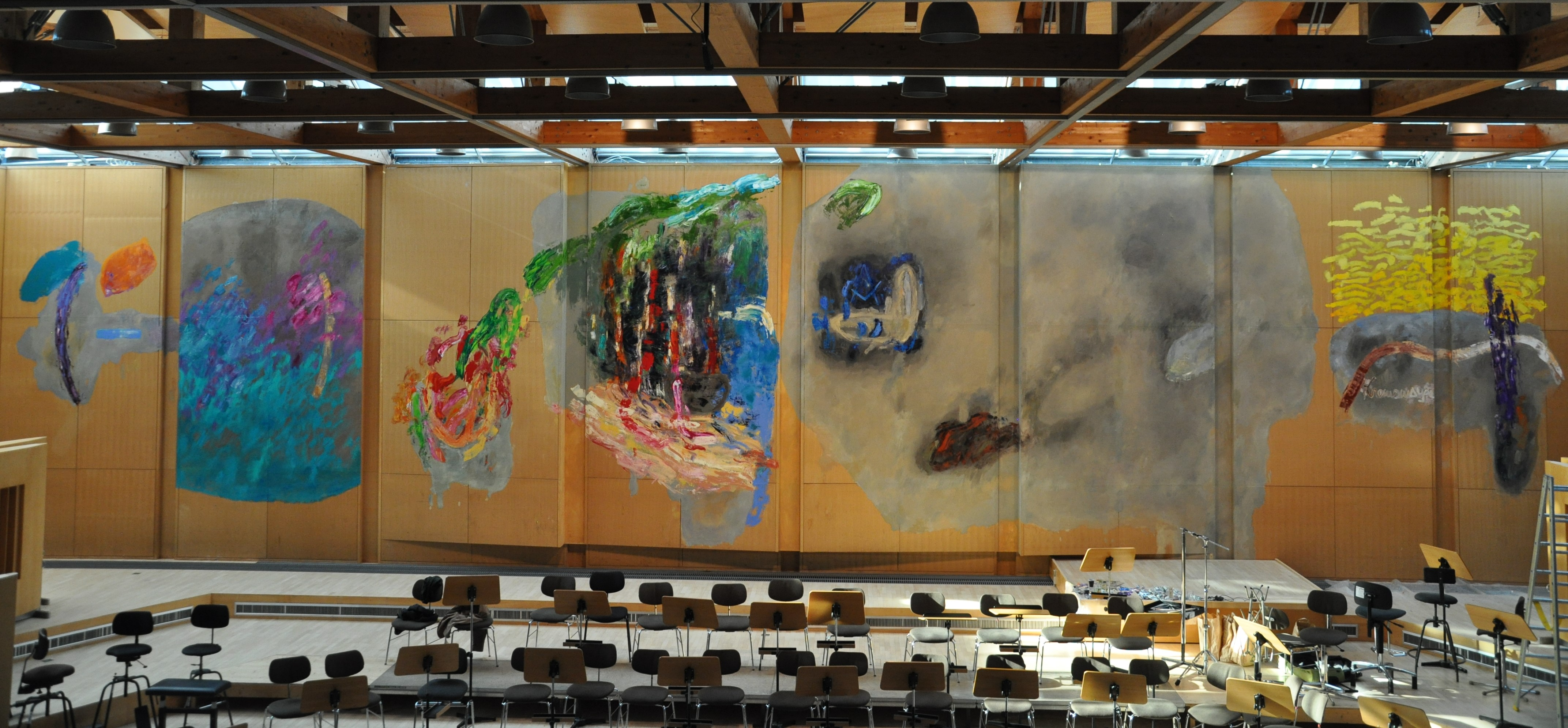
Hermann Kremsmayer, Wandmalerei im Orchesterhaus des Mozarteumorchesters Salzburg, 26 × 6 Meter, 2016

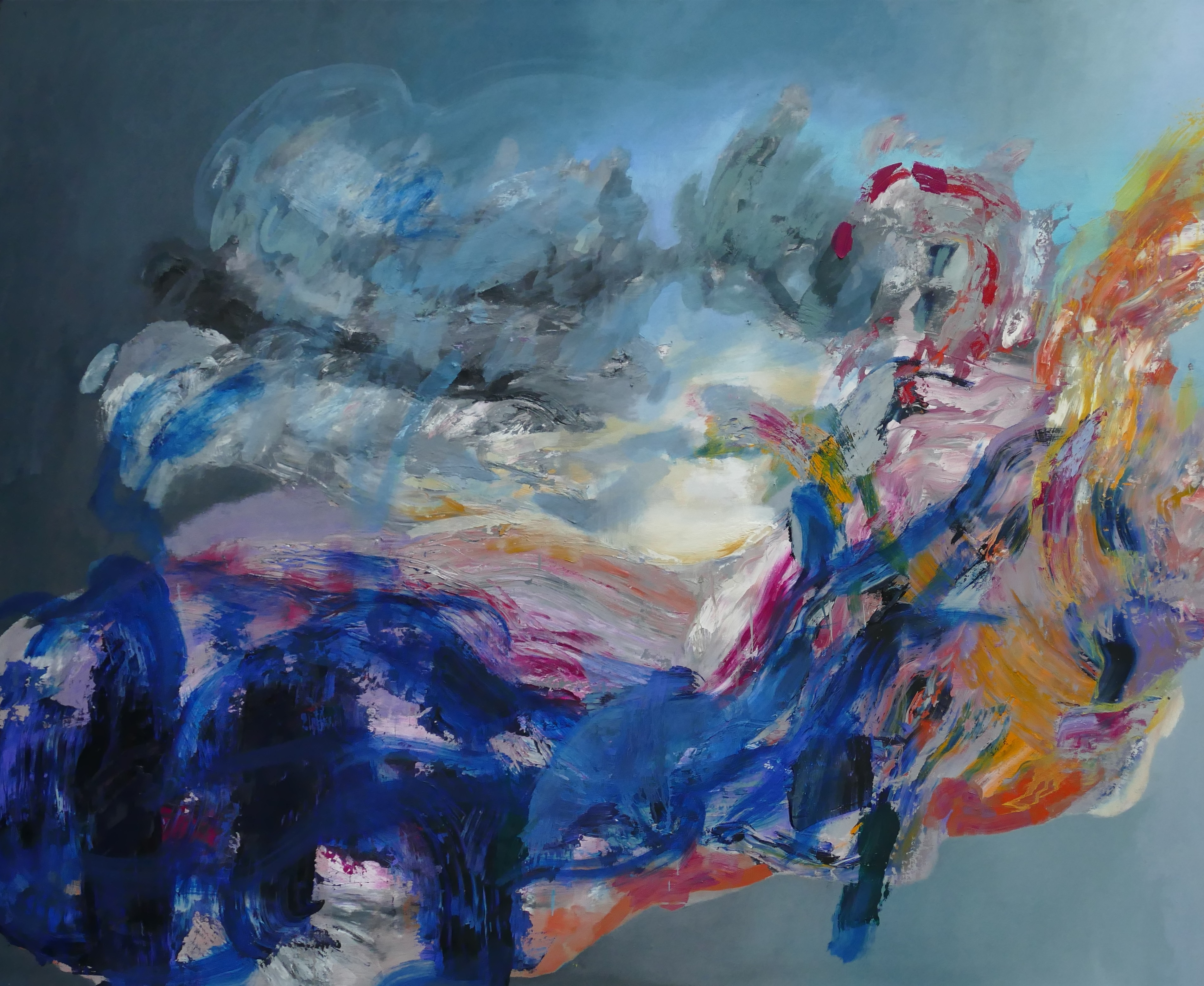
Hermann Kremsmayer, 130 × 160 cm, 2020

Hermann Kremsmayer (* 18. Februar 1954 in Salzburg) ist ein österreichischer Maler.

## Leben
Als Gymnasiast begann Kremsmayer als Architekturmaler, der Fassaden Innenräumlichkeiten gegenüberstellt. Nach dem Besuch der Universität für bildende Kunst in Wien wanderte Kremsmayer Monate und Jahre durch Städte in Europa und den USA.
Von den Orten seiner mehrjährigen Studienaufenthalte ist Barcelona hervorzuheben, wo er mit den Künstlern Joan Hernández Pijuan und Antoni Tàpies eine persönliche Bekanntschaft einging.
1997 war die Geburt seines Sohnes Tobias Paul, 1999 seines zweiten Sohnes Julian Ben.
2012 erfolgte der Bezug eines Ateliers im Gelände einer ehemaligen Brotfabrik in Wien.

## Werk
Kremsmayers Malerei ist ein dichtes Gewebe kultureller Erinnerungen. In Helldunkel-Übergängen angelegte Raumtiefen werden mit Farbwogen verlebendigt. Diese bilden ein empathisches Zueinander, sind Emotionsträger des gegenseitigen Erkennens und Befruchtens. Die Farbräume wie Lichtwellen sind ein ideales Gegenüber für Sehnsüchte und Fantasien.
Fusionierte Kremsmayer ab den späten 90er Jahren Abstraktes mit Figurativem, rücken nun Farbe, Faktur und Form in den Vordergrund. Sein Dialog mit der Kunstgeschichte zeigt romantischen Rückhalt. Kremsmayers Kunst gilt als eigenständig. Anklänge an eine Malerei nach der Performance in einem neoexpressionistischen Sinn sind feststellbar.

## Literatur

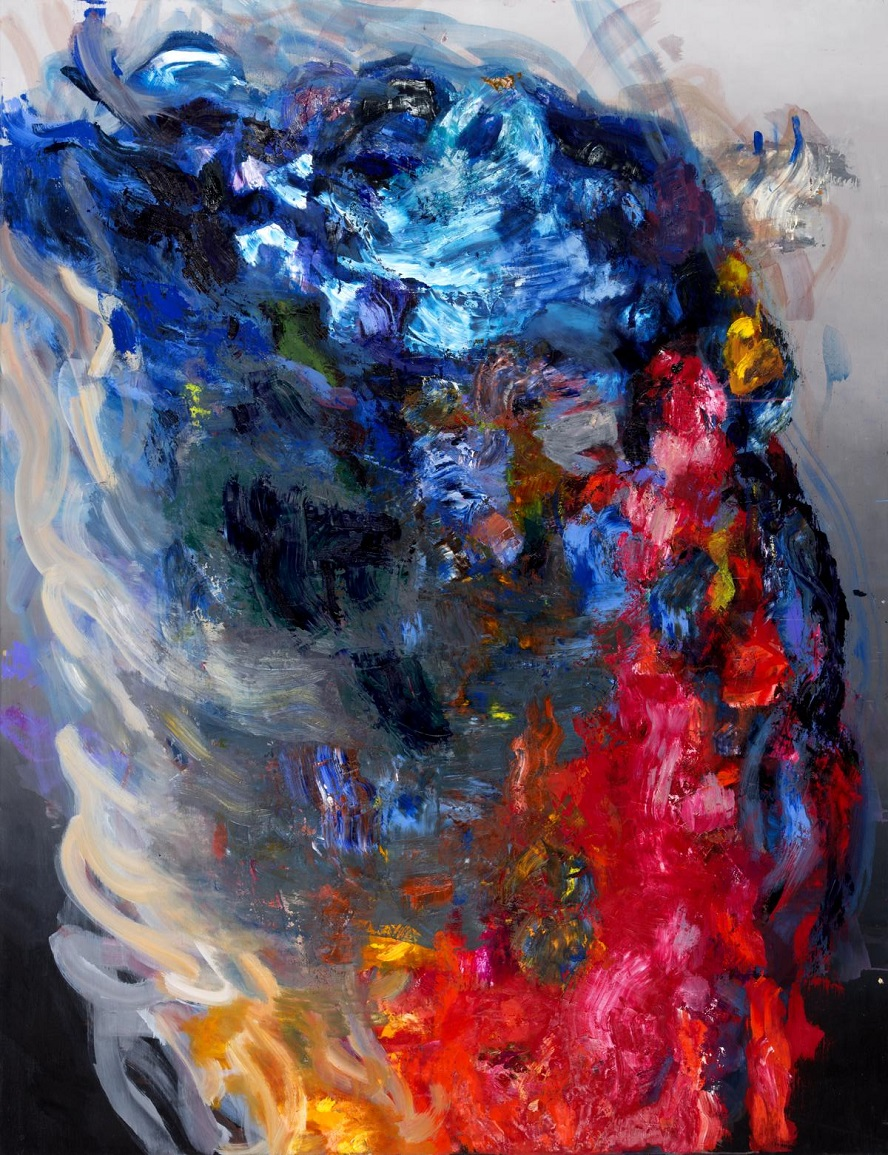
Hermann Kremsmayer, 190 × 240 cm, 2020

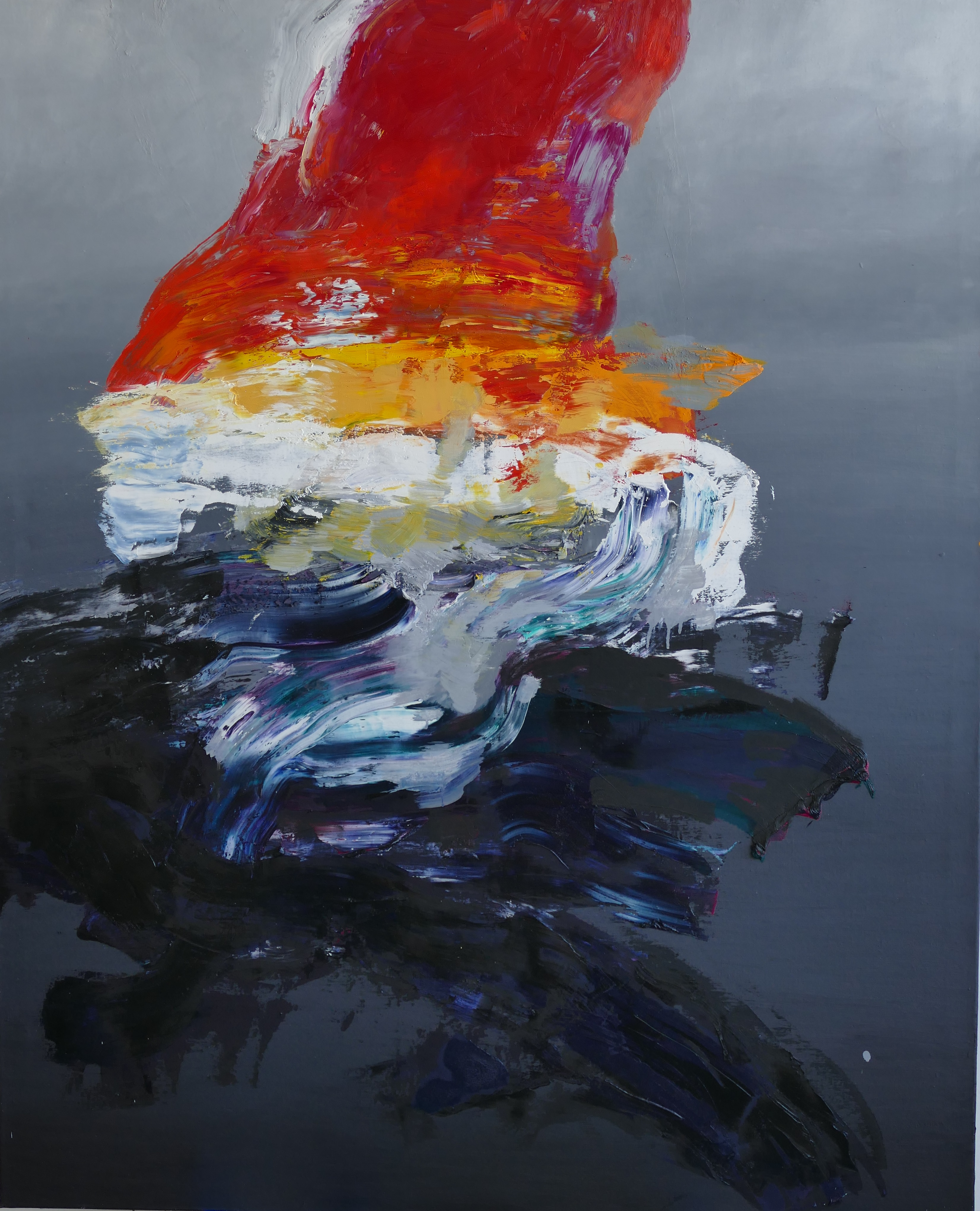
Hermann Kremsmayer, 160 × 130 cm, 2020